# 圣众教堂
圣众教堂是中华正教会在天津所设的一座教堂，建于1944年，与圣母帡幪堂同位于天津俄租界（今河东区大直沽后台），由俄国墓地内的灵堂改造而成。除了教徒举行殡葬礼之外，每年复活节瞻礼后，会举行度亡仪轨 。现已不存。